# Брестовец
Брестовец (болг. Брестовец) — село в Болгарии. Находится в Плевенской области, входит в общину Плевен. Население составляет 1 033 человека.

## Политическая ситуация
В местном кметстве Брестовец, в состав которого входит Брестовец, должность кмета (старосты) исполняет Николай Тодоров Христов (коалиция в составе 5 партий: Демократы за сильную Болгарию (ДСБ), Национальное движение «Симеон Второй» (НДСВ), Болгарская рабочая социал-демократическая партия (БСДП), Болгарский земледельческий народный союз (БЗНС), Демократическая партия (ДП)) по результатам выборов.
Кмет (мэр) общины Плевен — Найден Маринов Зеленогорски (коалиция в составе 3 партий: Демократы за сильную Болгарию (ДСБ), Болгарский земледельческий народный союз (БЗНС), Союз демократических сил (СДС)) по результатам выборов.